# Мовчан, Григорий Васильевич
Григорий Васильевич Мовчан — советский хозяйственный, государственный и политический деятель, Герой Социалистического Труда.

## Биография
Родился в 1928 году в Красноармейском районе. Член КПСС.
С 1948 года — на хозяйственной, общественной и политической работе. В 1948—1988 гг. — строитель шахт в Сталинской области, проходчик-шахтостроитель, бригадир проходчиков шахтостроительного управления № 12 треста «Красноармейскшахтострой» Донецкой области Украинской ССР.
Указом Президиума Верховного Совета СССР от 11 августа 1966 года присвоено звание Героя Социалистического Труда с вручением ордена Ленина и золотой медали «Серп и Молот».
Умер в Красноармейске после 2004 года.

## Награды и звания
- Герой Социалистического Труда (11.08.1966).
- орден Ленина (18.02.1958, 11.08.1966)
- орден Октябрьской Революции (19.02.1974)
- орден Трудового Красного Знамени (26.04.1957)
- орден «Знак Почёта» (05.04.1971)